# Guelmim-Es Semara
Guelmim-Es Semara is een regio in Marokko. De hoofdstad is Guelmim, de regio ligt ten zuiden van de regio Souss-Massa-Daraâ, ten noorden van de regio Laâyoune-Boujdour, grenst in het oosten aan Algerije en in het zuiden aan Mauritanië. In het noordwesten ligt de Atlantische Oceaan. Guelmim-Es Semara heeft een oppervlakte van 122.825 km² en heeft 462.410 inwoners (2004). Het zuidelijk deel van de regio (grof gearceerd op de kaart) is door Marokko bezet gebied in de Westelijke Sahara, terwijl het fijn gearceerde deel wel geclaimd wordt door Marokko, maar niet onder controle staat van Marokko.
De regio bestaat uit vijf provincies:
- Assa-Zag
- Es-Semara
- Guelmim
- Tan-Tan
- Tata

De provincie Es Semara, alsmede een deel van de provincie Tan-Tan, vallen binnen de grenzen van het door Marokko geclaimde West-Sahara.
Naast Guelmim, zijn andere grote plaatsen in Guelmim-Es Semara:
- Assa
- Es-Semara
- Tan-Tan
- Tata

Huidige regio's: Béni Mellal-Khénifra · Casablanca-Settat · Dakhla-Oued Eddahab · Drâa-Tafilalet · Fès-Meknès · Guelmim-Oued Noun · Laâyoune-Sakia El Hamra ·  Marrakech-Safi · Oriental · Rabat-Salé-Kénitra · Souss-Massa · Tanger-Tétouan-Al Hoceïma

Oude regio's voor 2015: Chaouia-Ouardigha · Doukala-Abda · Fez-Boulmane · Gharb-Chrarda-Béni Hsen · Grand Casablanca · Guelmim-Es Semara · Laâyoune-Boujdour · Marrakech-Tensift-Al Haouz · Meknès-Tafilalet · Oriental · Oued ed Dahab-Lagouira · Rabat-Salé-Zemmour-Zaer · Souss-Massa-Daraâ · Tadla-Azilal · Tanger-Tétouan · Taza-Al Hoceïma-Taounate